# 宾粉蚧属
宾粉蚧属（学名：Xenococcus）是粉介壳虫科的一属。

## 下属物种
本属包括以下物种：
- Xenococcus acropygae Williams, 1998
- 印度宾粉蚧 Xenococcus annandalei Silvestri, 1924